# Australasian Championships 1923 - Doppio femminile
Esna Boyd e Sylvia Lance hanno battuto in finale Mall Molesworth e Beryl Turner con il punteggio di 6–1, 6–4.

## Tabellone

### Legenda
| - Q = Qualificato - WC = Wild card - LL = Lucky loser | - ALT = Alternate - SE = Special Exempt - PR = Protected Ranking | - w/o = Walkover - r = Ritirato - d = Squalificato |

|  | Quarti di finale                | Quarti di finale                | Quarti di finale                | Quarti di finale | Quarti di finale |  |  | Semifinali                   | Semifinali                   | Semifinali                   | Semifinali                   | Semifinali             |   |   | Finale                       | Finale                       | Finale                       | Finale | Finale |  |
|  |                                 |                                 |                                 |                  |                  |  |  |                              |                              |                              |                              |                        |   |   |                              |                              |                              |        |        |  |
|  | W Kelly Florence Jackson        | W Kelly Florence Jackson        | W Kelly Florence Jackson        | 6                | 7                |  |  |                              |                              |                              |                              |                        |   |   |                              |                              |                              |        |        |  |
|  | Marjorie Byram Dorothy Hawthorn | Marjorie Byram Dorothy Hawthorn | Marjorie Byram Dorothy Hawthorn | 0                | 5                |  |  | W Kelly Florence Jackson     | W Kelly Florence Jackson     | W Kelly Florence Jackson     | W Kelly Florence Jackson     |                        |   |   |                              |                              |                              |        |        |  |
|  | Mall Molesworth Beryl Turner    | Mall Molesworth Beryl Turner    | Mall Molesworth Beryl Turner    | 6                | 6                |  |  | Mall Molesworth Beryl Turner | Mall Molesworth Beryl Turner | Mall Molesworth Beryl Turner | Mall Molesworth Beryl Turner | w/o                    |   |   |                              |                              |                              |        |        |  |
|  | Corinne Gould Keyden Irving     | Corinne Gould Keyden Irving     | Corinne Gould Keyden Irving     | 1                | 3                |  |  |                              |                              |                              |                              |                        |   |   | Mall Molesworth Beryl Turner | Mall Molesworth Beryl Turner | Mall Molesworth Beryl Turner | 1      | 4      |  |
|  | Esna Boyd Sylvia Lance          | Esna Boyd Sylvia Lance          | Esna Boyd Sylvia Lance          | 6                | 6                |  |  |                              |                              | Esna Boyd Sylvia Lance       | Esna Boyd Sylvia Lance       | Esna Boyd Sylvia Lance | 6 | 6 |                              |                              |                              |        |        |  |
|  | Phyllis Briggs Beryl Rosser     | Phyllis Briggs Beryl Rosser     | Phyllis Briggs Beryl Rosser     | 2                | 1                |  |  | Esna Boyd Sylvia Lance       | Esna Boyd Sylvia Lance       | Esna Boyd Sylvia Lance       | 6                            | 7                      |   |   |                              |                              |                              |        |        |  |
|  | Emily Roe Margaret Haymen       | Emily Roe Margaret Haymen       | Emily Roe Margaret Haymen       | 6                | 6                |  |  | Emily Roe Margaret Haymen    | Emily Roe Margaret Haymen    | Emily Roe Margaret Haymen    | 2                            | 5                      |   |   |                              |                              |                              |        |        |  |
|  | Mrs Docker Millie Mitchell      | Mrs Docker Millie Mitchell      | Mrs Docker Millie Mitchell      | 4                | 4                |  |  |                              |                              |                              |                              |                        |   |   |                              |                              |                              |        |        |  |